# Merceuil
Merceuil – miejscowość i gmina we Francji, w regionie Burgundia-Franche-Comté, w departamencie Côte-d’Or.
Według danych na rok 1990 gminę zamieszkiwało 579 osób, a gęstość zaludnienia wynosiła 42 osoby/km² (wśród 2044 gmin Burgundii Merceuil plasuje się na 403. miejscu pod względem liczby ludności, natomiast pod względem powierzchni na miejscu 703.).